# Pelagia Niemojowska
Pelagia Niemojowska z domu Ruszkowska (zm. 1909) – polska aktorka teatralna i śpiewaczka.

## Życiorys
Była córką urzędnika Franciszka Ruszkowskiego oraz siostrą aktora i pisarza Ryszarda Ruszkowskiego. Jako aktorka występowała w zespole J. Łuby w Kaliszu (1875), w zespole A. Trapszy (1875-1877), u J. Rybackiego w Radomiu i Kielcach (1877/1878), w teatrze Alhambra i Arkadia (1878), w zespole B. Kremskiego i H. Wójcickiego w Płocku, Lublinie i Łowiczu (1878-1879). Od 1881 do 1883 pracowała w teatrze we Lwowie. Od 1883 do 1885 była zaangażowana w teatrze w Krakowie. W 1886 ponownie występowała we Lwowie, po czym wyszła za mąż za przemysłowca i rotmistrza Stefana Wierusz Niemojowskiego. W związku z tym odeszła z zawodu scenicznego i zajmowała się zarówno gospodarstwem domowym jak i pracą w przedsiębiorstwie męża. Zmarła po długiej chorobie w 1909, a pod koniec grudnia tego roku odbył się jej pogrzeb.